# دانکن فوربز
دانکن فوربز (انگلیسی: Duncan Forbes‏ (۲۸ آوریل ۱۷۹۸ – ۱۷ اوت ۱۸۶۸) زبان‌شناس و مترجم اسکاتلندی بود. او کتابی با عنوان دستور زبان فارسی معاصر به زبان انگلیسی نوشت.
او از هندشناسان بنام به‌شمار می‌رود. فوربز همچنین زبان عربی را به‌خوبی می‌دانست و کتابی هم با موضوع آموزش زبان عربی نوشت.

## کتاب‌ها
- A New Persian Grammar (۱۸۲۸)
- Adventures of Hatim Tai (۱۸۳۰)
- The Hindustani Manual (۱۸۴۵)
- Bagh o Bahar (قصهٔ چهار درویش) by Mir Amman (۱۸۵۷)

که خود ترجمه‌ای از اثری به فارسی نوشتهٔ امیرخسرو دهلوی است.
- A History of Chess (۱۸۶۰)
- The Bengali Reader (۱۸۶۲)
- Arabic Reading Lessons (۱۸۶۴)